# Microdon mourei
Microdon mourei är en tvåvingeart som beskrevs av Thompson 2004. Microdon mourei ingår i släktet myrblomflugor, och familjen blomflugor. Inga underarter finns listade i Catalogue of Life.